# Isovaleramide
Isovaleramide là một hợp chất hữu cơ có công thức (CH 3) 2 CHCH 2 C (O) NH 2. Các amit có nguồn gốc từ axit isovaleric, nó là một chất rắn không màu.

## Xuất hiện và hoạt động sinh học
Isovaleramide là một thành phần của rễ cây Nữ lang.
Ở người, nó hoạt động như một giải lo âu nhẹ ở liều thấp hơn và như một thuốc an thần nhẹ ở liều cao hơn. Isovaleramide đã được chứng minh là không gây độc tế bào và không hoạt động như một chất kích thích thần kinh trung ương. Nó ức chế dehydrogenase rượu gan và có LD50 được báo cáo lớn hơn 400   mg / kg khi tiêm trong màng bụng ở chuột.
Nó là một bộ điều biến allosteric dương tính của thụ thể GABA A, tương tự như axit isovaleric.